# グジャラート・タイタンズ
グジャラート・タイタンズ (英: Gujarat Titans、略称：GT）は、インディアン・プレミアリーグ（IPL）所属のプロクリケットチーム。本拠地はインドのグジャラート州アフマダーバードであり、ホームスタジアムはナレンドラ・モディ・スタジアム。2021年に創設され、CVCキャピタル・パートナーズによってフランチャイズされている。チームはシャブマン・ギルがキャプテンを務め、アシシュ・ネーラがコーチを務めている。
グジャラート・タイタンズは初参戦の2022年のシーズンで初優勝し、現在のIPLチャンピオンとなっている。

## 沿革
インディアン・プレミアリーグの運営評議会は、2021年8月に新チームを加えるためにフランチャイズの運営権の入札を行うと発表した。合計22社が関心を示したが、新チームの基本価格が高額だったため本格的に入札を検討したのは6社にとどまった。BCCIは3つの企業または個人からなるコンソーシアムが各フランチャイズに入札することを許可した。そしてイギリスのプライベート・エクイティおよび投資顧問会社であるCVCキャピタル・パートナーズが、₹5,625クロー（7億ドル）の入札でアフマダーバードのフランチャイズの運営権を獲得した。
2021年10月にドバイで開催されたオークションで、CVCキャピタル・パートナーズがアフマダーバードのフランチャイズを落札した。
IPL 2022のメガオークションに先立ち、フランチャイズはハルディク・パンディアをキャプテンとして指名した。またシャブマン・ギルとラシード・ハンを指名した。
アフマダーバードのフランチャイズは、2022年2月9日に「グジャラート・タイタンズ」とチーム名を発表した。

## 成績
| 年   | リーグ順位   | 最終順位           |
| ---- | ------------ | ------------------ |
| 2022 | 1位/10チーム | 優勝               |
| 2023 | 1位/10チーム | 準優勝             |
| 2024 | 8位/10チーム | リーグステージ敗退 |
| 2025 | 位/10チーム  |                    |